# هیوز نتورک سیستمز
هیوز نتورک سیستمز (انگلیسی: Hughes Network Systems) شرکت مخابرات آمریکایی است، که در سال ۱۹۷۱ تأسیس شد.
این شرکت زیرمجموعه شرکت اکواستار است.